# Zabajkalszki járás

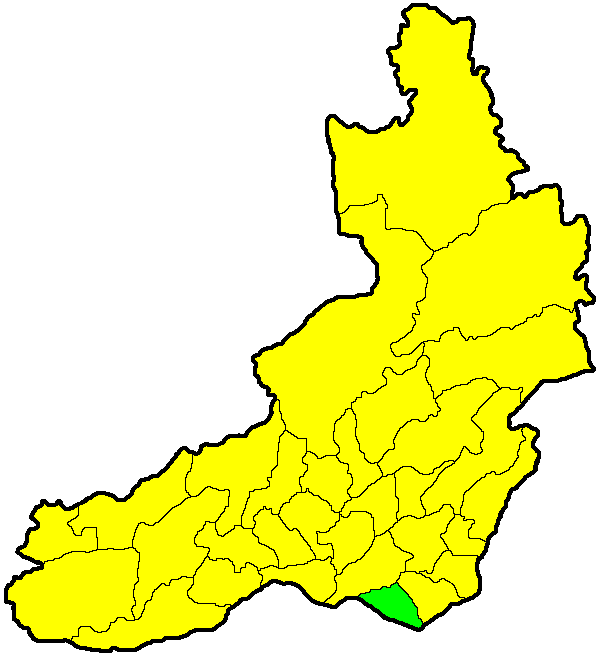
A Zabajkalszki járás a Bajkálontúli határterületen

A Zabajkalszki járás (oroszul Забайкальский район) Oroszország egyik járása a Bajkálontúli határterületen. Székhelye Zabajkalszk.

## Népesség
- 1989-ben 22 121 lakosa volt.
- 2002-ben 20 343 lakosa volt.
- 2010-ben 20 485 lakosa volt.